# Anne Azoulay
Anne Azoulay   (París, 23 de març de 1978) és una actriu francesa.

## Trajectòria
Anne Azoulay va destacar l'any 2002 pel paper de Carole Barthoulot a Adieu pays, el primer llargmetratge de Philippe Ramos, pel qual va ser seleccionada per al premi Michel-Simon i preseleccionada per al César a la millor actriu revelació a la 28a cerimònia dels Premis César. L'any 2002 també va interpretar Agnès a la cinquena temporada de la sèrie Une famille formidable.
El 2010, va coescriure Léa, una pel·lícula dirigida el 2011 per Bruno Rolland, en què interpreta el paper principal. La seva actuació li va valer una nova preselecció per al César a l'actriu més prometedora de la 37a cerimònia dels Premis César. El 2011 va protagonitzar L'Exercice de l'État de Pierre Schoeller, una pel·lícula estrenada al 64è Festival Internacional de Cinema de Canes a la selecció oficial d'Un certain regard.
L'any 2012 va actuar al costat de Gilbert Melki a la segona temporada de Kaboul Kitchen, una exitosa creació original de Canal+. L'any 2013 va interpretar el paper de Charlotte Ségur a Témoin muet, el tercer episodi de la segona temporada de la sèrie Els xicotets assassinats d'Agatha Christie, i el 2024 a Furies. També ha treballat a les pel·lícules Especials (2019), d'Olivier Nakache i Éric Toledano, Black box i Estem fets per entendre'ns, de Pascal Elbé, ambdues del 2021.

## Teatre
- 2014: Teoria King Kong de Virginie Despentes, dirigida per Vanessa Larré.